# Mary Brough

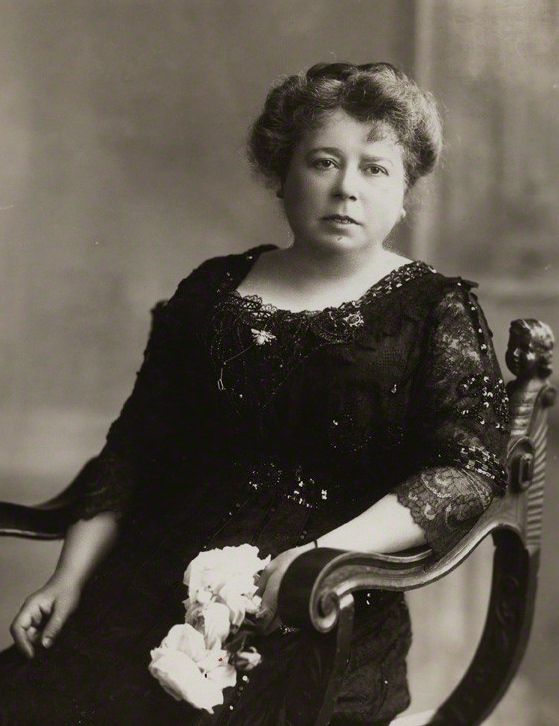
Mary Brough

Mary Bessie Brough (16 de abril de 1863 — 30 de setembro de 1934) foi uma atriz inglesa de teatro e cinema, ativa entre as décadas de 1920 e 1930. Nasceu e faleceu em Londres, Inglaterra, Reino Unido.